# 多布羅米爾鄉 (康斯坦察縣)
44°1′0″N 27°47′0″E / 44.01667°N 27.78333°E
多布羅米爾鄉（羅馬尼亞語：Comuna Dobromir, Constanța），是羅馬尼亞的鄉份，位於該國東南部，由康斯坦察縣負責管轄，面積140平方公里，2007年人口2,933，人口密度每平方公里21人。